# Зможна-Воля
Зможна-Воля (пол. Zmożna Wola) — село в Польщі, у гміні Розпша Пйотрковського повіту Лодзинського воєводства.
Населення — 127 осіб (2011).
У 1975-1998 роках село належало до Пйотрковського воєводства.

## Демографія
Демографічна структура станом на 31 березня 2011 року:
|          | Загалом | Допрацездатний вік | Працездатний вік | Постпрацездатний вік |
| -------- | ------- | ------------------ | ---------------- | -------------------- |
| Чоловіки | 64      | 11                 | 40               | 13                   |
| Жінки    | 63      | 11                 | 34               | 18                   |
| Разом    | 127     | 22                 | 74               | 31                   |